# Santa Rita de Jacutinga
Santa Rita de Jacutinga é um município brasileiro no interior do estado de Minas Gerais, Região Sudeste do país. Pertence às Regiões Geográficas Intermediária e Imediata de Juiz de Fora e localiza-se a sul da capital do estado, distando desta cerca de 370 km. Ocupa uma área de 437,555  km², sendo 0,3682 km² estão em perímetro urbano, e sua população em 2011 era de 4 976 habitantes, sendo então o 618º mais populoso do estado mineiro.
A sede tem uma temperatura média anual de 20,7 °C e na vegetação do município predomina a mata atlântica. Com 75,5% da população vivendo na zona urbana, a cidade contava, em 2009, com seis estabelecimentos de saúde. O seu Índice de Desenvolvimento Humano (IDH) é de 0,682 (2010), considerando como médio em relação ao estado.
A cidade se destaca no turismo rural, havendo diversas pousadas, trilhas, cachoeiras e riachos que possibilitam desde descansos até a prática de esportes radicais, como rapel e rafting. Ainda há alguns atrativos turísticos de valor cultural ou histórico, como suas fazendas construídas no século XVIII, que remontam ao tempo da escravidão e do café. A Fazenda Santa Clara, por exemplo, chegou a ser a segunda maior do Brasil em número de escravos. Também são realizados diversos eventos durante o ano e que atraem visitantes de outras cidades de Minas Gerais e do país, como o carnaval e as celebrações de Santa Rita de Cássia, padroeira municipal.

## História

### Origens e desenvolvimento

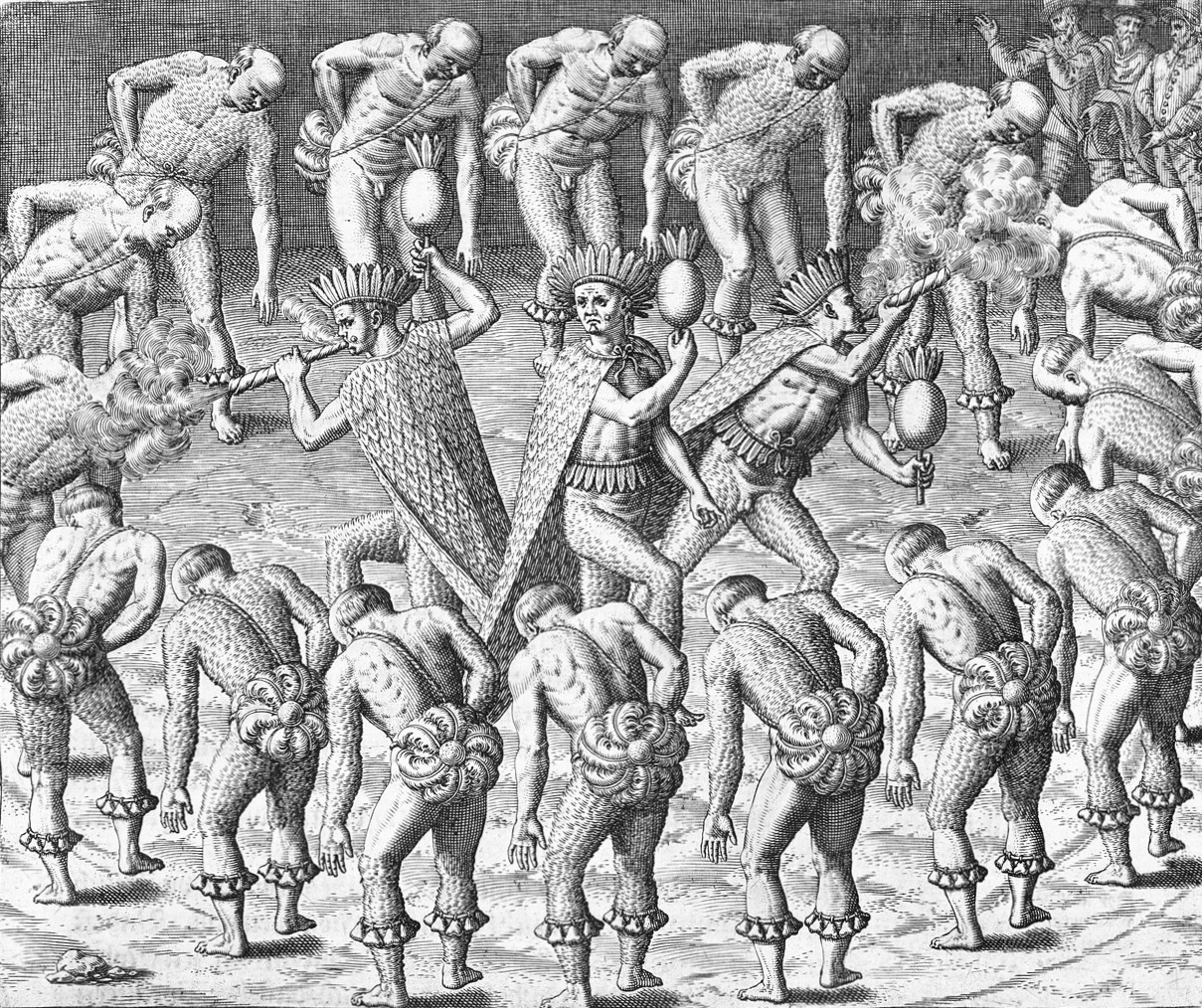
Pintura retratando os tupinambás, primeiros habitantes da região.

A área do atual município pertencia às antigas Áreas Proibidas do Sertão da Mantiqueira, que eram áreas consideradas pela Coroa portuguesa como proibidas ao povoamento e à exploração econômica. Os primeiros habitantes foram os índios tupinambás, que concentravam-se em áreas como a cachoeira das Areias, o Pico do Papagaio, e o Alto Monte Calvário. Com o avanço do homem branco a presença indígena foi sendo reduzida até o começo do século XIX.
Por volta de 1832 chega à região Francisco Rodrigues Gomes. Natural de Santa Rita de Ibitipoca, constrói no novo lugar sua casa, no alto de um morro de onde tinha uma visão panorâmica das terras ao redor. Trouxe consigo uma imagem de Santa Rita e sua presença na localidade fez com que seus poucos moradores que chegavam passassem a chamá-la de Santa Rita, porém a presença abundante da ave jacutinga fez com que tempos mais tarde o nome do povoado fosse ampliado para "Santa Rita de Jacutinga". A região recebia muitos novos habitantes, que vinham em busca de boas condições de vida para trabalhar principalmente na extração de ouro, na agricultura e no emprego de processos rudimentares de trabalho.

### Após a emancipação
A cidade crescia rapidamente, sendo que eram fundadas várias fazendas. Francisco Rodrigues Gomes obteve diversas terras por intermédio de Francisco Dionísio Fortes, guarda-mor do Rio Preto. Pela lei provincial nº 976, de 2 de junho de 1859 e lei estadual nº 2, de 14 de setembro de 1891, criou-se o distrito, então com o nome de Jacutinga, sendo subordinado ao município de Rio Preto. Pela lei estadual nº 843, de 7 de setembro de 1923, o distrito passa oficialmente a denominar-se "Santa Rita de Jacutinga", sendo desmembrado de Rio Preto pelo decreto-lei estadual nº 1058, de 31 de dezembro de 1943. Constitui-se desde então por dois distritos; a Sede e Itaboca. Apesar da emancipação ter ocorrido em dezembro de 1943, o aniversário da cidade é comemorado dia 22 de maio, em homenagem à padroeira municipal, Santa Rita de Cássia.
Com o passar do tempo a agropecuária foi ganhando força no município, porém a população da zona rural passou a concentrar-se no perímetro urbano em busca de melhores condições de vida e renda. Algumas de suas fazendas construídos nos séculos XIII e XIX viraram patrimônio histórico da cidade, conservando o estilo barroco da época do desbravamento da região. A Fazenda Santa Clara, por exemplo, que chegou a ser a segunda maior do Brasil em número de escravos foi palco recente de novelas famosas. Além disso, Santa Rita de Jacutinga também vem desenvolvendo seu turismo rural.

## Geografia
A área do município, segundo o Instituto Brasileiro de Geografia e Estatística (IBGE), é de 437,555 km², sendo que 0,3682 km² constituem a zona urbana e os 437,186 km² restantes constituem a zona rural. Situa-se a 21°42'46" de latitude sul e 44°26'38" de longitude oeste e está a uma distância de 372 quilômetros a sul da capital mineira. Seus municípios limítrofes são Valença, no estado do Rio de Janeiro, a sul; Passa Vinte, a oeste; Bom Jardim de Minas, a norte; e Rio Preto, a leste.

### Relevo e hidrografia

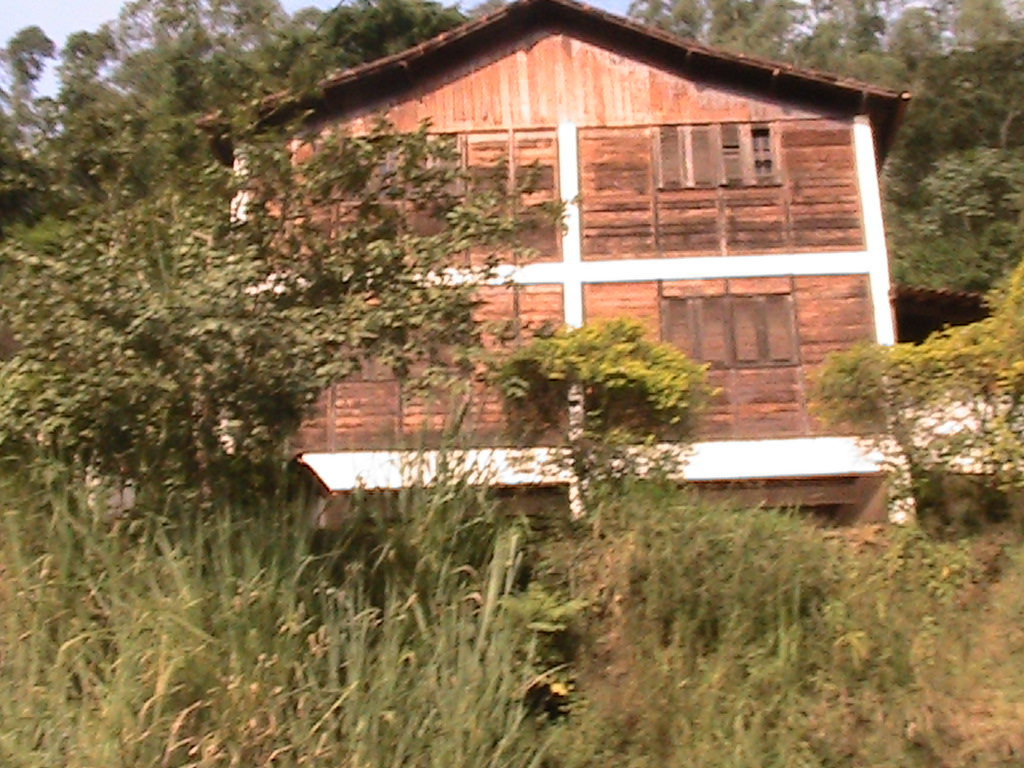
Chalé aos pés de um morro na cidade.

O relevo do município de Santa Rita de Jacutinga é predominantemente ondulado. Aproximadamente 70 % do território santarritense é coberto por áreas onduladas, enquanto em cerca de 25 % há o predomínio de mares de morros em terrenos montanhosos, e os 5 % restantes são lugares planos. A altitude máxima encontra-se na Serra de Santa Clara, que chega aos 1 698 metros, enquanto que a altitude mínima está na foz do Ribeirão Santa Clara, com 439 metros. Já o ponto central da cidade está a 580 m.
O território é banhado por vários pequenos rios e córregos, sendo os principais o Ribeirão de Jacutinga, o Rio Preto e o Rio Bananal. O Rio Preto nasce no Pico das Agulhas Negras, no Rio de Janeiro, percorrendo 222 km até desaguar no Rio Paraibuna, sendo um dos sub-afluentes do rio Paraíba do Sul, cuja bacia Santa Rita de Jacutinga está incluída. A cidade possui ainda uma grande quantidade de cachoeiras, que são usadas muitas vezes para banhos ou mesmo para a prática de esportes radicais. Para chegar até as cachoeiras é necessário passar por diversas trilhas. Alguns poços possuem mais de 6 metros de profundidade.

### Clima
O clima santarritense é caracterizado, segundo o IBGE, como tropical mesotérmico brando úmido (tipo Cwb segundo Köppen), tendo temperatura média anual de 20,7 °C com invernos secos e frios e verões chuvosos com temperaturas amenas. O mês mais quente, fevereiro, tem temperatura média de 24,5 °C, sendo a média máxima de 29,5 °C e a mínima de 19,4 °C. E o mês mais frio, julho, de 17,9 °C, sendo 24,7 °C e 11,2 °C as médias máxima e mínima, respectivamente. Outono e primavera são estações de transição.
A precipitação média anual é de 1298,3 mm, sendo julho o mês mais seco, quando ocorrem apenas 12,6 mm. Em dezembro, o mês mais chuvoso, a média fica em 240,5 mm. Nos últimos anos, entretanto, os dias quentes e secos durante o inverno têm sido cada vez mais frequentes, não raro ultrapassando a marca dos 28 °C, especialmente entre julho e setembro. Em agosto de 2010, por exemplo, a precipitação de chuva em Santa Rita não passou dos 0 mm. Durante a época das secas e em longos veranicos em pleno período chuvoso também são comuns registros de queimadas em morros e matagais, principalmente na zona rural da cidade, o que contribui com o desmatamento e com o lançamento de poluentes na atmosfera, prejudicando ainda a qualidade do ar.
| Dados climatológicos para Santa Rita de Jacutinga | Dados climatológicos para Santa Rita de Jacutinga | Dados climatológicos para Santa Rita de Jacutinga | Dados climatológicos para Santa Rita de Jacutinga | Dados climatológicos para Santa Rita de Jacutinga | Dados climatológicos para Santa Rita de Jacutinga | Dados climatológicos para Santa Rita de Jacutinga | Dados climatológicos para Santa Rita de Jacutinga | Dados climatológicos para Santa Rita de Jacutinga | Dados climatológicos para Santa Rita de Jacutinga | Dados climatológicos para Santa Rita de Jacutinga | Dados climatológicos para Santa Rita de Jacutinga | Dados climatológicos para Santa Rita de Jacutinga | Dados climatológicos para Santa Rita de Jacutinga |
| Mês                                               | Jan                                               | Fev                                               | Mar                                               | Abr                                               | Mai                                               | Jun                                               | Jul                                               | Ago                                               | Set                                               | Out                                               | Nov                                               | Dez                                               | Ano                                               |
| ------------------------------------------------- | ------------------------------------------------- | ------------------------------------------------- | ------------------------------------------------- | ------------------------------------------------- | ------------------------------------------------- | ------------------------------------------------- | ------------------------------------------------- | ------------------------------------------------- | ------------------------------------------------- | ------------------------------------------------- | ------------------------------------------------- | ------------------------------------------------- | ------------------------------------------------- |
| Temperatura máxima média (°C)                     | 29,5                                              | 29,5                                              | 29,5                                              | 27,7                                              | 25,8                                              | 24,7                                              | 24,7                                              | 25,7                                              | 26,4                                              | 27,0                                              | 27,8                                              | 28,4                                              | 27,2                                              |
| Temperatura mínima média (°C)                     | 19,4                                              | 19,5                                              | 19,0                                              | 16,9                                              | 14,0                                              | 11,7                                              | 11,2                                              | 12,4                                              | 14,4                                              | 16,5                                              | 17,7                                              | 18,6                                              | 15,9                                              |
| Precipitação (mm)                                 | 240,3                                             | 209,1                                             | 164,0                                             | 68,7                                              | 30,1                                              | 20,0                                              | 12,6                                              | 17,1                                              | 56,4                                              | 108,3                                             | 154,7                                             | 217,0                                             | 1 298,3                                           |
| Fonte: Jornal do Tempo                            |                                                   |                                                   |                                                   |                                                   |                                                   |                                                   |                                                   |                                                   |                                                   |                                                   |                                                   |                                                   |                                                   |

### Fauna e flora
A vegetação nativa do município pertence ao domínio florestal Atlântico (Mata Atlântica), onde destacam-se árvores como os ipês, jacarandás, angicos, quaresmeiras, araucárias e cedro. Segundo dados do Atlas dos Remanescentes Florestais da Mata Atlântica, elaborado pela Fundação SOS Mata Atlântica e pelo Instituto Nacional de Pesquisas Espaciais (Inpe), até 2010 a cidade apresentou decremento de 10 hectares em sua cobertura de mata atlântica original, sendo que o desmatamento das florestas tem contribuído para que a cidade sofra com deslizamentos de terra e quedas de encostas durante o período das chuvas. As principais atividades econômicas na zona rural são a agropecuária, a extração vegetal e pesca e a queimada anual dos pastos é uma das práticas de manejo usual para limpeza dos solos.

## Demografia
| \| Ano \\| \| Habitantes \| \| ------ \| ---------- \| \| 1970 \| 5 408 \| \| 1980 \| 7 534 \| \| 1991 \| 5 122 \| \| 2000 \| 5 215 \| \| 2010 \| 4 976 \| |            |
| Ano \| | Habitantes |
| 1970 | 5 408      |
| 1980 | 7 534      |
| 1991 | 5 122      |
| 2000 | 5 215      |
| 2010 | 4 976      |

Em 2010, a população do município foi contada pelo Instituto Brasileiro de Geografia e Estatística (IBGE) em 4 976 habitantes, sendo o 618º mais populoso do estado. Segundo o censo daquele ano, 2 537 habitantes eram homens e 2 459 habitantes mulheres. Ainda segundo o mesmo censo, 3 757 habitantes viviam na zona urbana e 1 239 na zona rural. Já segundo estatísticas divulgadas em 2011, a população municipal era de 4 976 habitantes. Em 2010, a população santarritense era composta por 3 456 brancos (69,22%); 381 negros (7,93%); 27 amarelos (0,54%); 1 126 pardos (22,55%); e três indígenas (0,06%).
O Índice de Desenvolvimento Humano Municipal (IDH-M) de Santa Rita de Jacutinga é considerado médio pelo Programa das Nações Unidas para o Desenvolvimento (PNUD). Seu valor é de 0,736, sendo o 2777° maior de todo o Brasil (entre 5 507). A cidade possui a maioria dos indicadores médios e parecidos com os da média nacional segundo o PNUD. Segundo o IBGE, no ano de 2003 o coeficiente de Gini, que mede a desigualdade social, era de 0,40, sendo que 1,00 é o pior número e 0,00 é o melhor. Naquele ano, a incidência da pobreza, medida pelo IBGE, era de 29,77%, o limite inferior da incidência de pobreza era de 20,11%, o superior era de 39,44% e a incidência da pobreza subjetiva era de 28,54%.
De acordo com dados do censo de 2010 realizado pelo IBGE, a população de Santa Rita está composta por: 4 617 católicos (92,47%), 223 evangélicos (4,47%), 97 pessoas sem religião (1,95%), 22 espíritas (0,44%) e 0,67% estão divididas entre outras religiões.

## Política
A administração municipal se dá pelo poder executivo e pelo poder legislativo. Atualmente o prefeito municipal é Luiz Fernando Osorio, do Democratas (DEM), que venceu a eleição com 2 263 votos (53,88% dos eleitores). Luiz Fernando sucedeu Vicente de Paula Vieira, do Partido da Social Democracia Brasileira (PSDB), que foi eleito nas eleições de 2004 e reeleito em 2008, além de ter sido eleito também nos anos de 1982 e 1996.
O Poder legislativo é constituído pela câmara, composta por nove vereadores eleitos para mandatos de quatro anos (em observância ao disposto no artigo 29 da Constituição) e está composta por quatro cadeiras do Partido da Social Democracia Brasileira (PSDB), quatro cadeiras do Democratas (DEM) e uma cadeira do Partido do Movimento Democrático Brasileiro (PMDB). Cabe à casa elaborar e votar leis fundamentais à administração e ao Executivo, especialmente o orçamento participativo (Lei de Diretrizes Orçamentárias).
Em complemento ao trabalho da prefeitura a cidade conta ainda com nove secretarias; Secretaria Municipal de Saúde, Secretaria Municipal de Obras, Secretaria Municipal de Administração, Secretaria Municipal de Turismo, Secretaria Municipal de Estradas de Rodagem, Secretaria Municipal de Educação, Secretaria Municipal de Assistência Municipal, Secretaria Municipal de Agricultura, Pecuária e Meio Ambiente e Secretaria Municipal de Esportes e Lazer. Apesar de o município não ser sede de uma comarca, Santa Rita de Jacutinga pertence à Comarca de  Rio Preto, classificada de primeira entrância, que reúne, além de Santa Rita, os municípios de Rio Preto e Santa Bárbara do Monte Verde. Possuía 4 838 eleitores em junho de 2012, o que representava 0,032% do total do estado de Minas Gerais.

## Economia
O Produto Interno Bruto (PIB) de Santa Rita de Jacutinga é um dos maiores de sua microrregião, destacando-se na área de prestação de serviços. De acordo com dados do IBGE, relativos a 2009, o PIB do município era de R$ 54 214,592 mil. 1 621 mil eram de impostos sobre produtos líquidos de subsídios a preços correntes. O PIB per capita é de R$ 9 326,44
Em 2009 havia 572 trabalhadores categorizados como pessoal ocupado total e 465 se enquadravam como ocupado assalariado. Salários juntamente com outras remunerações somavam 4 788 mil reais e o salário médio mensal de todo município era de 1,3 salários mínimos. Havia 127 unidades locais e 126 empresas atuantes.
Setor primário
| Produção de cana-de-açúcar, milho e feijão (2010) | Produção de cana-de-açúcar, milho e feijão (2010) | Produção de cana-de-açúcar, milho e feijão (2010) |
| ------------------------------------------------- | ------------------------------------------------- | ------------------------------------------------- |
| Produto                                           | Área colhida (hectares)                           | Produção (tonelada)                               |
| Cana-de-açúcar                                    | 50                                                | 4 000                                             |
| Milho                                             | 60                                                | 126                                               |
| Tomate                                            | 60                                                | 40                                                |

A agricultura é o segundo mais relevante da economia de Santa Rita. De todo o PIB da cidade 19 280 mil reais é o valor adicionado bruto da agropecuária. Segundo o IBGE, em 2010 o município possuía um rebanho de 13 998 bovinos, 750 equinos, dez bubalinos, cinco asininos, 600 muares, 3 264 suínos, 160 caprinos, 40 ovinos, 30 coelhos e 12 680 aves, entre estas 5 600 galinhas, 7 mil galos, frangos e pintinhos e 80 codornas.
Em 2010 a cidade produziu 32 000 mil litros de leite de 12 mil vacas, 46 mil dúzias de ovos de galinha e mil quilos de mel de abelha. Na lavoura temporária são produzidos principalmente a cana-de-açúcar (4 mil toneladas produzidas e 50 hectares cultivados), o milho (126 toneladas e 60 hectares) e o feijão (40 toneladas e 60 hectares). Ainda destacam-se os cultivos de arroz, banana, batata inglesa, café, mandioca e laranja.
Setores secundário e terciário

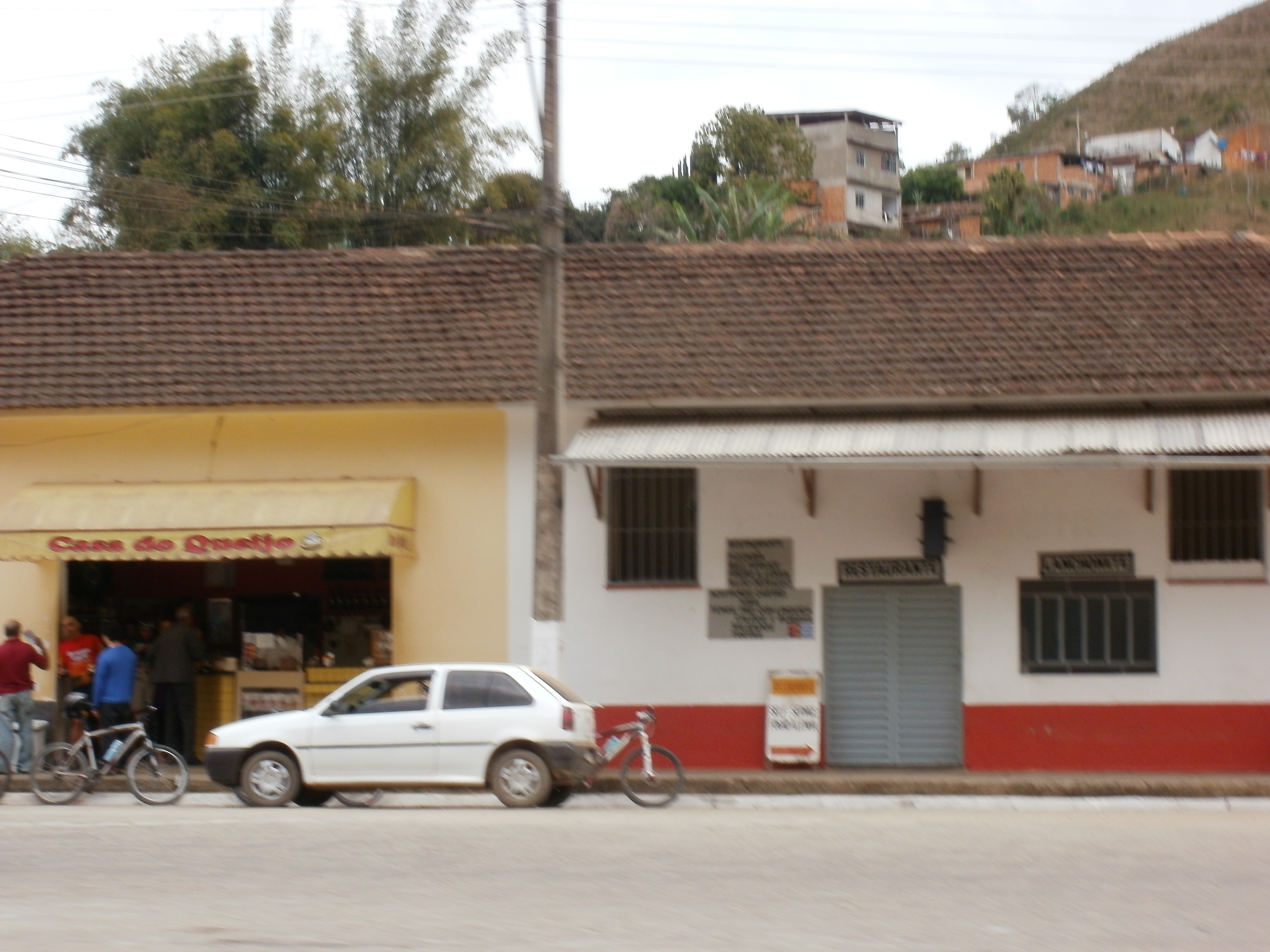
Estabelecimentos comerciais em Santa Rita.

A indústria, atualmente, é o setor menos relevante para a economia do município. 5 344 reais do PIB municipal são do valor adicionado bruto da indústria (setor secundário). A produção industrial ainda é muito incipiente na cidade, mesmo que comece a dar sinais de aprimoramento, sendo resumida principalmente à produção de laticínios ou pequenas fábricas. No ano de 2000, as principais empresas industriais classificadas segundo o número de empregados eram a João Paulo Mansur Cardoso, que atua no ramo de fabricação de móveis e indústrias diversas, e a Companhia Paulista de Ferro Ligas, da área de metalurgia básica. Neste mesmo ano, 334 pessoas estavam ocupadas no setor industrial.
O movimento comercial santarritense tem se expandido desde o início da década de 1990. Era um sinal visível do crescimento econômico, da modernização e, consequentemente, do progresso da cidade, apesar da lentidão com que se desenvolveu antes da década de 90. O comércio da cidade foi beneficiado ainda pelo fato de Santa Rita ter se tornado uma cidade turística, sendo que em períodos de festas ou na alta temporada o movimento comercial é maior em comparação a outras épocas do ano. Em 2000 297 pessoas estavam ocupadas no setor comercial e 798 dedicavam-se à prestação de serviços e em 2008 23 307 reais do PIB municipal eram do valor adicionado bruto do setor terciário.

## Infraestrutura

### Habitação, infraestrutura básica e criminalidade

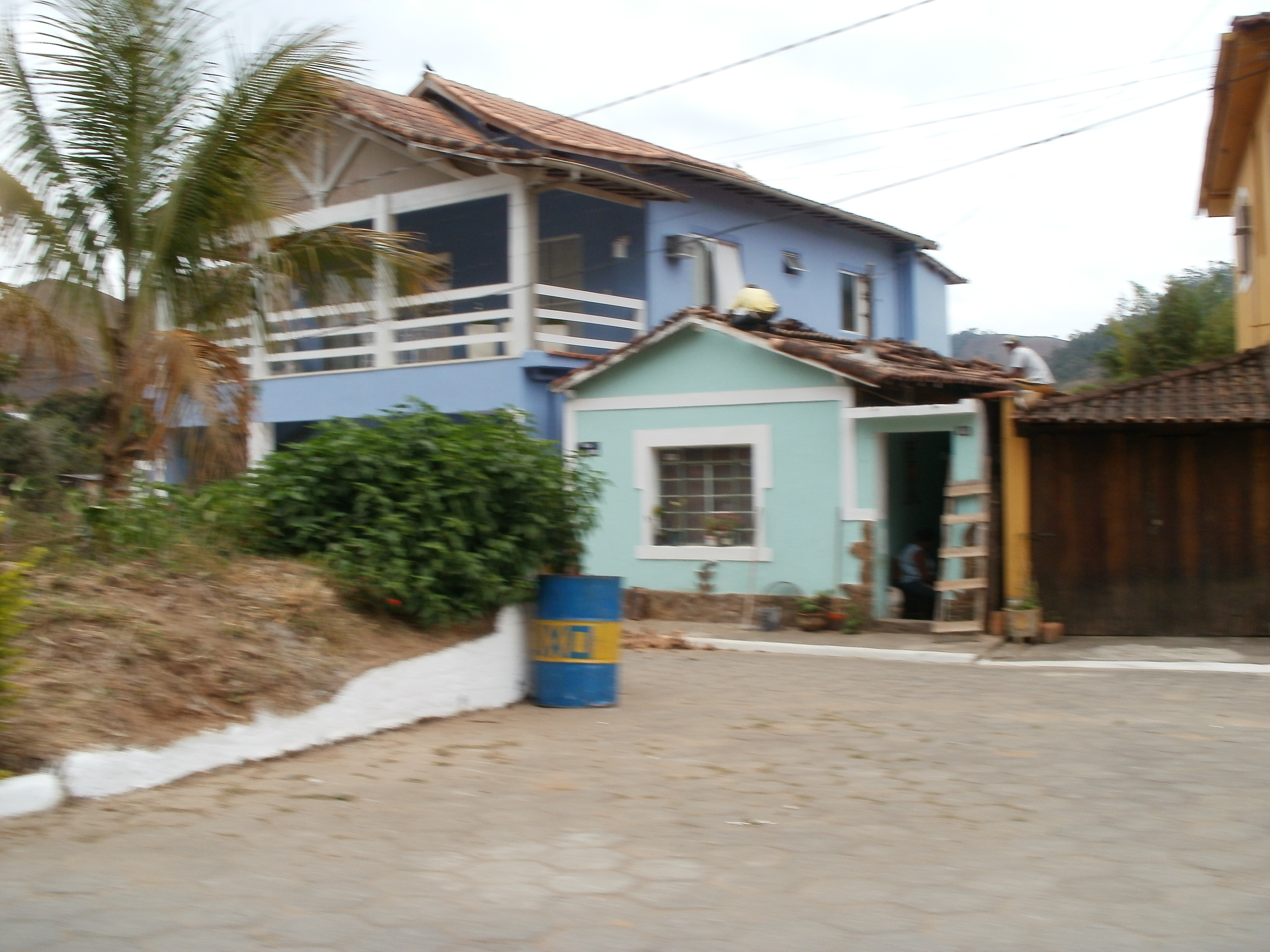
Chalés na cidade.

No ano de 2010 a cidade tinha 1 771 domicílios particulares permanentes. Desse total, 1 740 eram casas, seis eram casas de vila ou condomínios, 25 eram apartamentos e não havia habitações em cortiços. Do total de domicílios 1 222 são imóveis próprios (1 212 próprios já quitados e dez em aquisição); 324 foram alugados; 221 foram cedidos (103 cedidos por empregador e 118 cedidos de outra forma) e quatro foram ocupados de outra maneira. Parte dessas residências contava com água tratada, energia elétrica, esgoto, limpeza urbana, telefonia fixa e telefonia celular. 1 352 domicílios eram atendidos pela rede geral de abastecimento de água (76,34% do total); 1 755 (99,09%) possuíam banheiros para uso exclusivo das residências; 1 345 (75,9% deles) eram atendidos por algum tipo de serviço de coleta de lixo disponibilizado pela prefeitura; e 1 740 (98,24%) possuíam abastecimento de energia elétrica.
Em 2008, as taxas de homicídios, de suicídios e de óbitos por acidentes de transito foram nulas em Santa Rita. Por força da Constituição Federal do Brasil, o município possui uma Guarda Municipal, que tem função de proteger os bens, serviços e instalações públicas.

### Saúde e educação
Em 2009, o município possuía seis estabelecimentos de saúde entre hospitais, pronto-socorros, postos de saúde e serviços odontológicos, sendo cinco deles públicos e um privado e que todos estes públicos pertenciam à rede municipal. Um estabelecimento fazia parte do Sistema Único de Saúde (SUS), sendo que a cidade conta ainda com atendimento ambulatorial com atendimento médico em especialidades básicas. Em 2010 foram registrados 56 nascidos vivos, sendo que em 2000 a taxa de fecundidade era de 2,13%, a esperança de vida ao nascer era de 70,84 anos e o índice de mortalidade infantil por mil nascidos vivos era de 26,18.
Na área da educação, o município, em 2009, contava com aproximadamente 77 matrículas nas redes públicas e particulares. Em 2000, 17,94% dos professores do ensino fundamental contavam com ensino superior completo. Naquele ano, a taxa de frequência escolar entre pessoas de 7 a 22 anos era de 71,79%, o índice de alfabetização era de 84,58% e a média de anos de estudos entre pessoas maiores que 25 anos de idade era de 4,6. O Índice de Desenvolvimento Humano da educação (IDHM-E) era de 0,803, classificando-se como elevado.
| Ensino pré-escolar | 126 | 10 | 2 |
| Ensino fundamental | 705 | 55 | 9 |
| Ensino médio       | 204 | 12 | 1 |

### Serviços
Pelo Decreto nº 52.736, de 23 de outubro de 1963, a prefeitura de Santa Rita de Jacutinga passou a ser a responsável pela geração, transmissão e abastecimento de energia elétrica para o próprio município e para o distrito de Santa Isabel do Rio Preto, localizado em Valença, no Rio de Janeiro. Segundo a Companhia Energética de Minas Gerais (CEMIG), em 2003 havia 1 891 consumidores e foram consumidos 2 879 845 KWh de energia. O serviço de abastecimento de água e coleta de esgoto da cidade também é feito pela prefeitura, segundo a Companhia de Saneamento de Minas Gerais (Copasa).
O código de área (DDD) de Santa Rita é 032 e o Código de Endereçamento Postal (CEP) é 36135-000. No dia 3 e novembro de 2008 o município passou a ser servido pela portabilidade, juntamente com outros municípios com o mesmo DDD. A portabilidade é um serviço que possibilita a troca da operadora sem a necessidade de se trocar o número do aparelho.

### Transportes
A frota municipal no ano de 2010 era de 1 606 veículos, sendo 911 automóveis, 80 caminhões, dois caminhões-tratores, 123 caminhonetes, 64 caminhonetas, oito microônibus, 364 motocicletas, 34 motonetas, sete ônibus, dois utilitários e onze classificados como outros tipos de veículos. Santa Rita de Jacutinga possui um terminal rodoviário, o Terminal Rodoviário Gabriel Carreiro, que está localizado no centro da cidade e liga Santa Rita, principalmente, a várias cidades do estado de Minas Gerais e do Rio de Janeiro, sendo que passou por reformas entre outubro e novembro de 2011. A cidade possui ainda transporte coletivo, que liga a região do centro às comunidades rurais que possuem paradas de ônibus implantadas pela prefeitura. O município é atendido pela BR-267 – que inicia-se na cidade de Leopoldina, no entroncamento com a BR-116, e prossegue até a fronteira do Brasil com o Paraguai em Porto Murtinho, Mato Grosso do Sul –, pela BR-040 – que começa em Brasília e termina na cidade do Rio de Janeiro –; e pela MG-457.

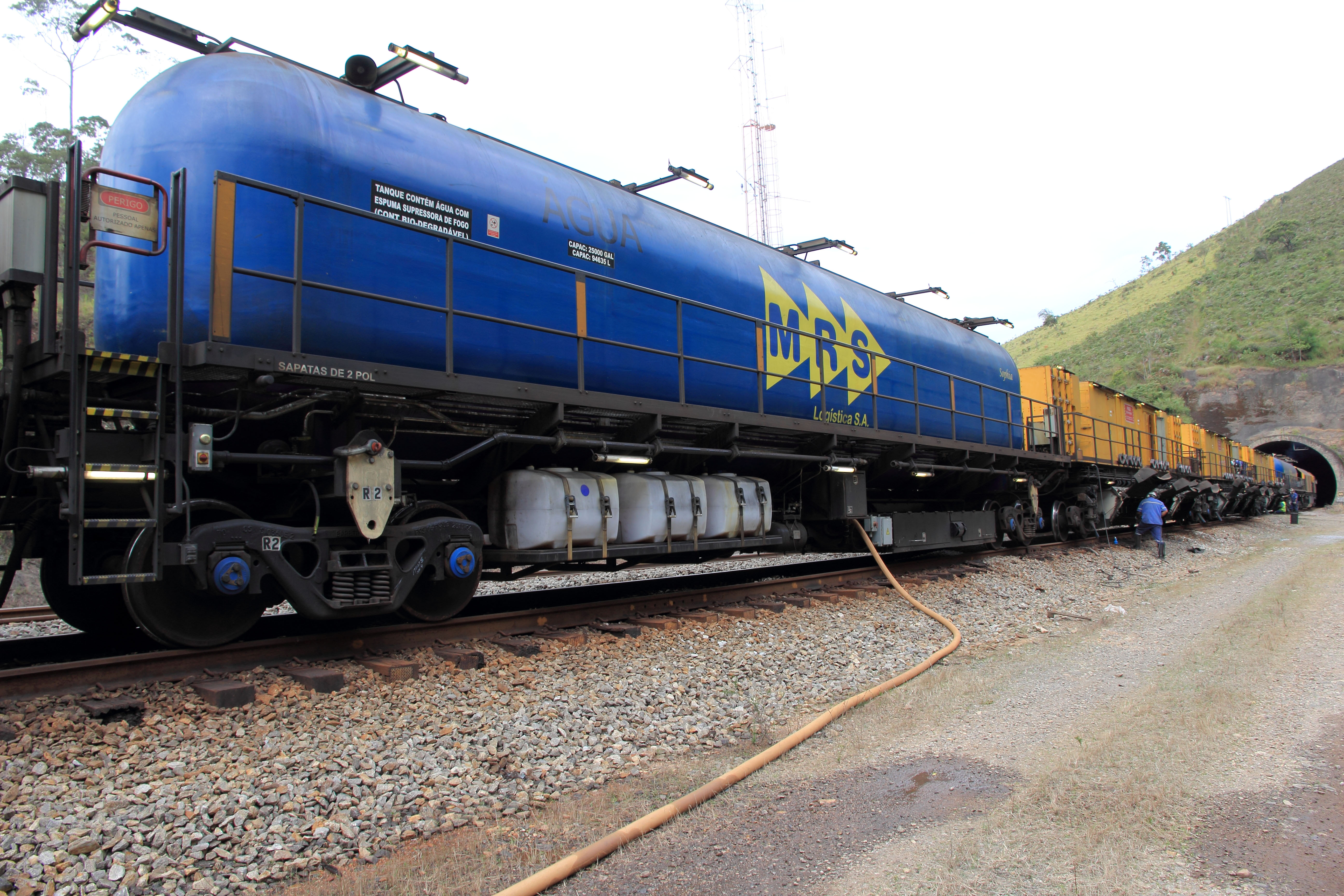
Ferrovia do Aço em Santa Rita de Jacutinga.

Na década de 1890, Santa Rita de Jacutinga passou a ter transporte ferroviário, sendo atendida pela Viação Férrea Sapucaí. A primeira estação da cidade foi inaugurada em 15 de janeiro de 1893, tendo funcionado até 1970, quando o prédio foi fechado e abandonado, usado atualmente como confecção. Em 1918, foi inaugurada uma nova estação, que pertencia à Estrada de Ferro Central do Brasil (EFCB) e também funcionou até o início da década de 1970. Desde 1989, o município é cortado pela Ferrovia do Aço da antiga Rede Ferroviária Federal (RFFSA), onde somente é realizado o transporte de minérios de ferro da região em direção aos portos fluminenses e às usinas da Companhia Siderúrgica Nacional (CSN) em Volta Redonda, estando concedida atualmente à MRS Logística. Nessa ferrovia, entre a cidade e Bom Jardim de Minas, se situa o maior túnel ferroviário do Brasil, o chamado Tunelão, com seus 9 km e 8.645 metros de extensão. Atualmente também há alguns aeroportos que operam próximos a Santa Rita de Jacutinga, como o Aeroporto Francisco Álvares de Assis (IATA: JDF, ICAO: SBJF), em Juiz de Fora, situado a cerca de 120 km do centro do município, e está em construção o Aeroporto Regional Vale do Aço, em Volta Redonda, no Rio de Janeiro, a 60 km da cidade.

## Cultura e lazer

### Eventos e gastronomia

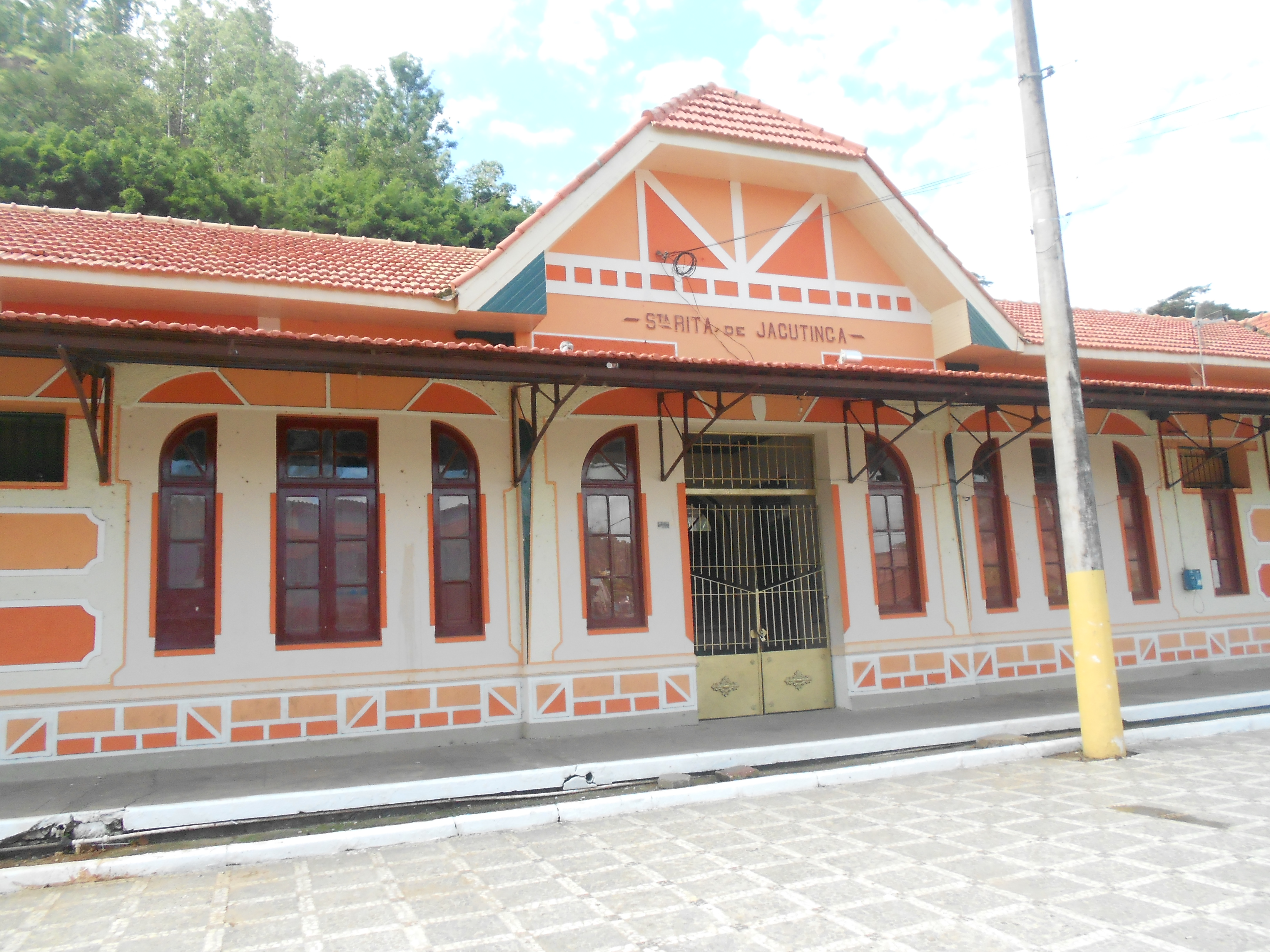
Antiga Estação Ferroviária da EFCB, atual Sede da Secretaria de Turismo de Santa Rita de Jacutinga.

Para estimular o desenvolvimento socioeconômico local, a prefeitura de Santa Rita de Jacutinga, juntamente ou não com instituições locais, passou a investir mais no segmento de festas e eventos. Anualmente destaca-se a realização do Carnaval de Santa Rita, em fevereiro ou março; das celebrações da Semana Santa, em março ou abril; do aniversário da cidade e de Santa Rita de Cássia, em maio; da ExpoAgro (exposição agropecuária de Santa Rita de Jacutinga) e da feira de artesanato, em julho ou agosto; da Exposição de Orquídeas, Bromélias e Plantas Ornamentais de Santa Rita de Jacutinga, em outubro; do encontro anual de bandas, em novembro; do Primavera Expresso Show, entre novembro e dezembro. e das comemorações natalinas e reveillon, durante as festas de final de ano.
Na área da gastronomia, destaca-se, em Santa Rita de Jacutinga, a preparação de pratos típicos da culinária mineira, como o feijão tropeiro e o pão de queijo. É bastante típico da cidade a preparação de pratos como torta de queijo, bolinho de batata e frango com palmito. Esses pratos são comercializados e consumidos nos tradicionais bares e restaurantes do centro da cidade, que recebem um maior contingente de pessoas durante a alta temporada do turismo.

### Atrativos e artesanato

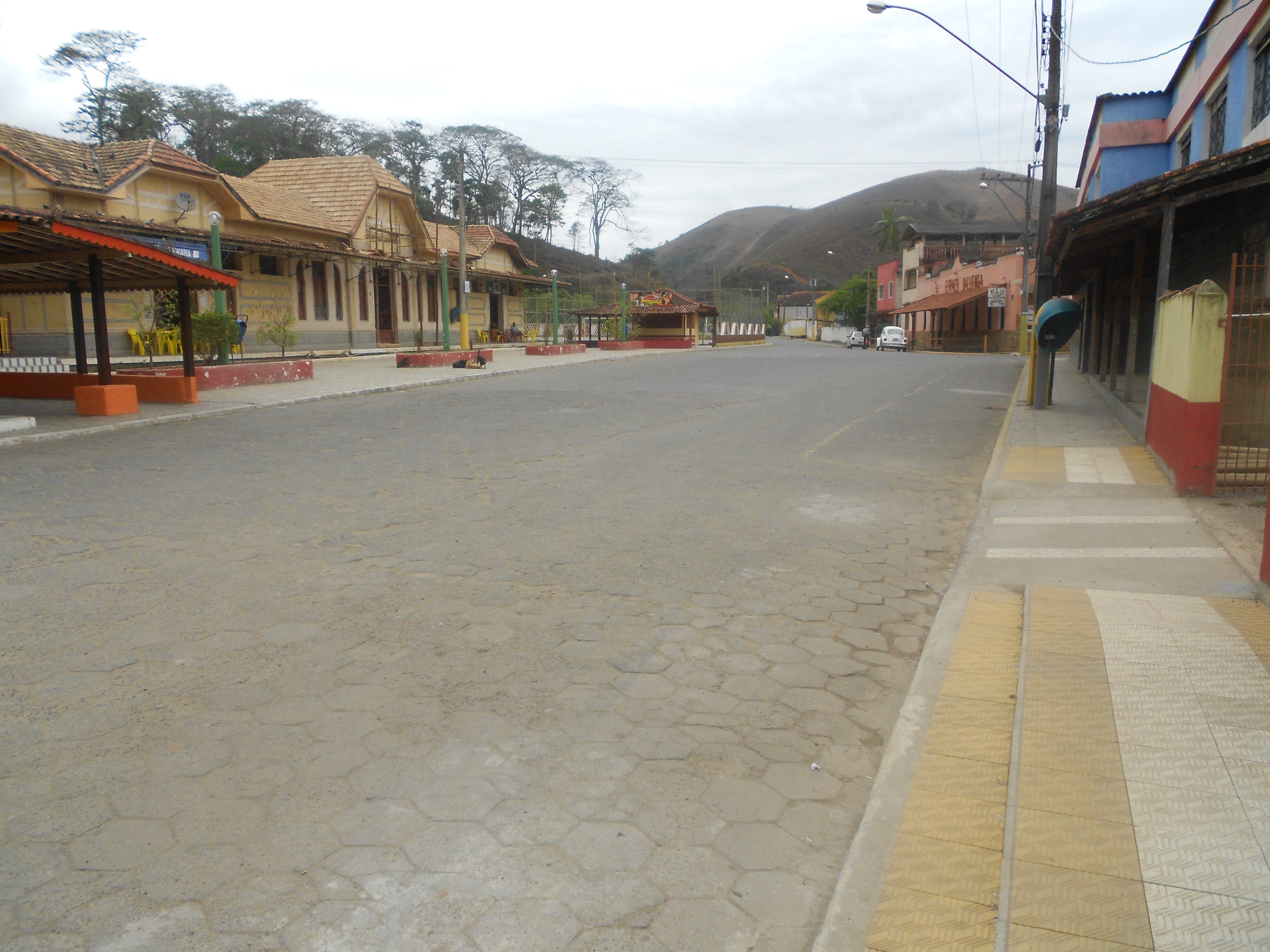
Praça Governador Valadares.

A cidade conta com vários atrativos de valor histórico e cultural. Destacam-se as fazendas construídas entre os séculos XIII e XIX, que por muito tempo serviram como abrigo de escravos e barões da época do café. A Fazenda Santa Clara, por exemplo, foi construída em 1790 e chegou a ser a segunda maior do Brasil em número de escravos, cuja quantidade era de cerca de 2 400, sendo que os mais rebeldes eram castigados em uma masmorra situada embaixo da casa. Hoje, porém, o lugar é aberto ao público e serve como museu, contando com 6 mil m² de área construída, tendo sido palco da telenovela Terra Nostra, da Rede Globo. O número de janelas (365), quartos (52) e salões (12) remete à quantidade de dias, semanas e meses do calendário. Também há em Santa Rita a Sala do Turismo, fundada em 23 de dezembro de 2010 no prédio da antiga estação ferroviária da Estrada de Ferro Central do Brasil, com objetivo de ordenar o turismo da cidade; e as praças da cidade, que contam com vários bares e restaurantes.
Além das fazendas, também há na zona rural diversas pousadas e hotéis com foco no ecoturismo. Há 72 cachoeiras cadastradas, sendo algumas delas a Cachoeira dos Sonhos e a Cachoeira do Boqueirão, sendo esta uma fenda de mais de 40 metros de altura que foi esculpida ao longo de milhões de anos pelas águas do Rio Pirapetinga.
O artesanato é uma das formas mais espontâneas da expressão cultural vicenciana. Em várias partes do município, é possível encontrar uma produção artesanal diferenciada, feita com matérias-primas regionais e criada de acordo com a cultura e o modo de vida local. Há associações que reúnem artesãos da região, disponibilizando espaço para confecção, exposição e venda dos produtos artesanais. Normalmente essas peças são vendidas em feiras, exposições ou lojas de artesanato.

### Esportes
A Secretaria Municipal de Esporte e Lazer (SMEL) organiza frequentemente diversos eventos esportivos, tais como as Olimpíadas de Inverno, com torneios de futsal e handebol que envolvem a participação de cerca de 700 crianças e adolescentes de Santa Rita ou de outras cidades, as Olimpíadas de Bairro e o Campeonato Municipal de Futebol de Campo, que tem duração de 3 meses e reúne as principais equipes de futebol do município. A SMEL mantém ainda escolinhas de futsal, handebol e futebol para crianças. São algumas das principais equipes de futebol do município a GR Ferro-Ligas e o Santarritense Esporte Clube.
Na zona rural é comum a prática de diversos esportes radicais. Algumas quedas d'água, como na Cachoeira do Pacau, destaca-se a prática de rapel e no Rio Preto é comum o rafting. Santa Rita ainda conta diversas trilhas com trilhas, que servem para caminhadas ecológicas e passeios de bicicleta ou para a prática de motocross e esportes envolvendo veículos 4x4.

### Feriados
Em Santa Rita de Jacutinga há apenas um feriado municipal e oito feriados nacionais, além dos pontos facultativos. O feriado municipal é o dia da emancipação política da cidade e da padroeira, Santa Rita de Cássia, comemorado em 22 de maio. De acordo com a lei federal nº 9.093, aprovada em 12 de setembro de 1995, os municípios podem ter no máximo quatro feriados municipais com âmbito religioso, já incluída a Sexta-Feira Santa.